# Biała Olecka
Biała Olecka – osada w Polsce położona w województwie warmińsko-mazurskim, w powiecie oleckim, w gminie Olecko.
W latach 1975–1998 miejscowość administracyjnie należała do województwa suwalskiego.

## Nazwa
Inne nazwy miejscowości: Bialla, Kamienna, Alt Bialla, a od 1903 do 1945 - Billstein. 

## Historia
Wieś założona 7 kwietnia 1562 r., jako majątek szlachecki, przez księcia Albrechta, który nadał staroście z Rynu, Jerzemu von Diebesowi 150 włók, na których znajdowała się założona już zasiedlona wieś Plewki. W tym czasie do wsi należało użytkowanych 66 włók, a pozostałych 84 stanowił las. Teren leśny należał do majątku ziemskiego Biała Olecka i wieś szlachecka Drozdowo. Von Diebes w ramach wolnizny został zwolniony od podatków i innych świadczeń na 20 lat i zobowiązany był do służby zbrojnej z dwoma końmi w towarzystwie zbrojnego pachołka. 
We wsi w XVIII wieku zbudowano młyn wodny. Właściciele majątku Biała Olecka często się zmieniali. Przez pewien czas majątek był w posiadaniu Gotarda von Buddenbrock - majora wojsk polskich. W połowie XVIII wieku mieszkał w Białej Oleckiej nadleśniczy polski - Ludwik Daszkiewicz. Później właścicielami byli Semkowscy i Warkojowie. 
W 1765 roku we wsi powstała szkoła. 

## Zabytki
- pałac z pocz. XX w. w stylu barokowego chateau, piętrowy, nakryty wysokim dachem czterospadowym. Frontowa elewacja ozdobiona ryzalitem z facjatką o półowalnym frontonie, dwie narożne wieże nakryte stożkowymi hełmami, w narożach elewacji ogrodowej ośmioboczne werandy. Od strony południowej oś pałacu przedłużona przez oficynę krytą mansardowym dachem. W otoczeniu park i pozostałości folwarku[4].
- ruiny wiaduktu i pozostałości linii kolejowej.